# Gumisie (słodycze)

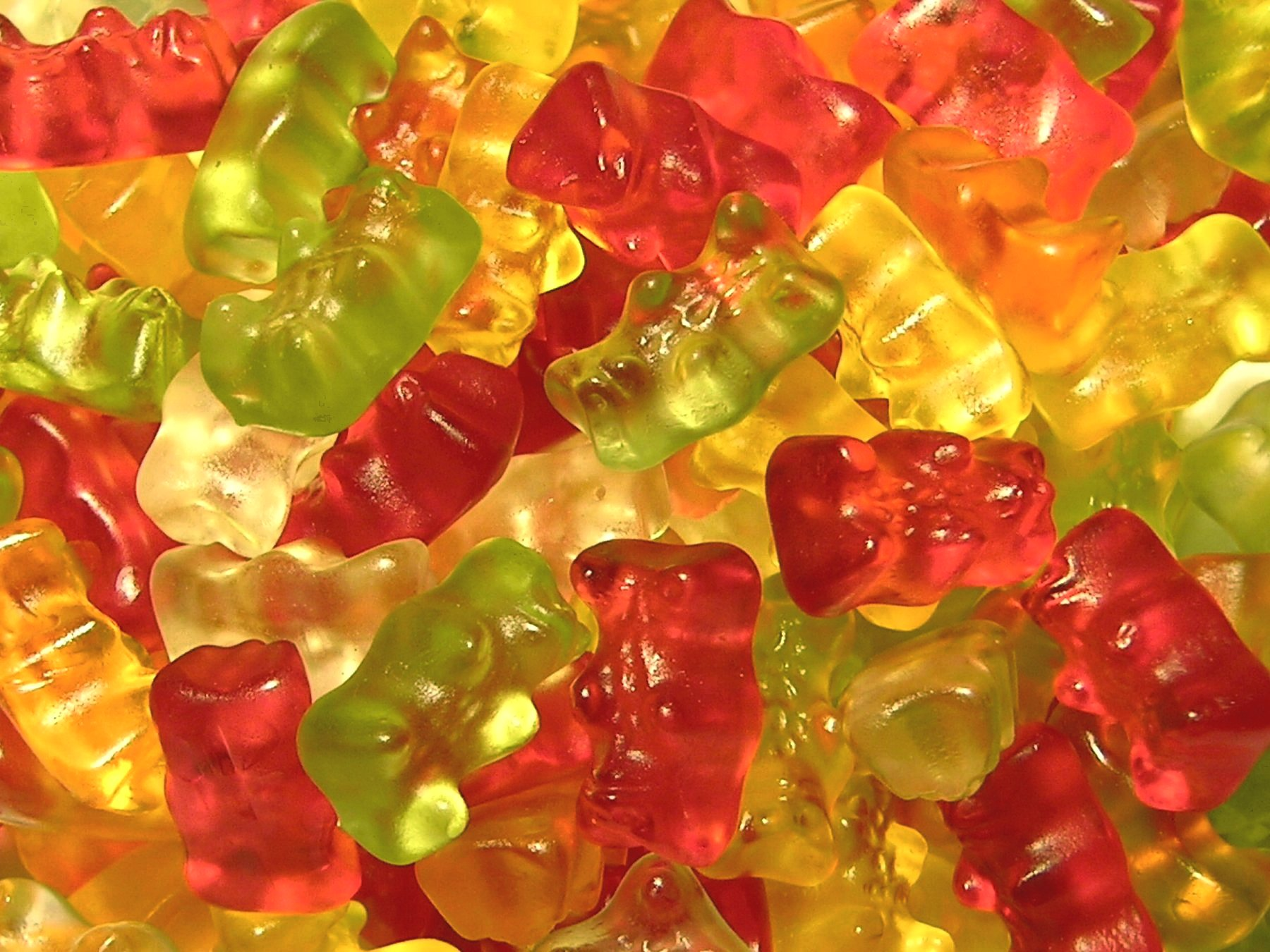
Gumisie firmy Haribo, produkowane od roku 1950.

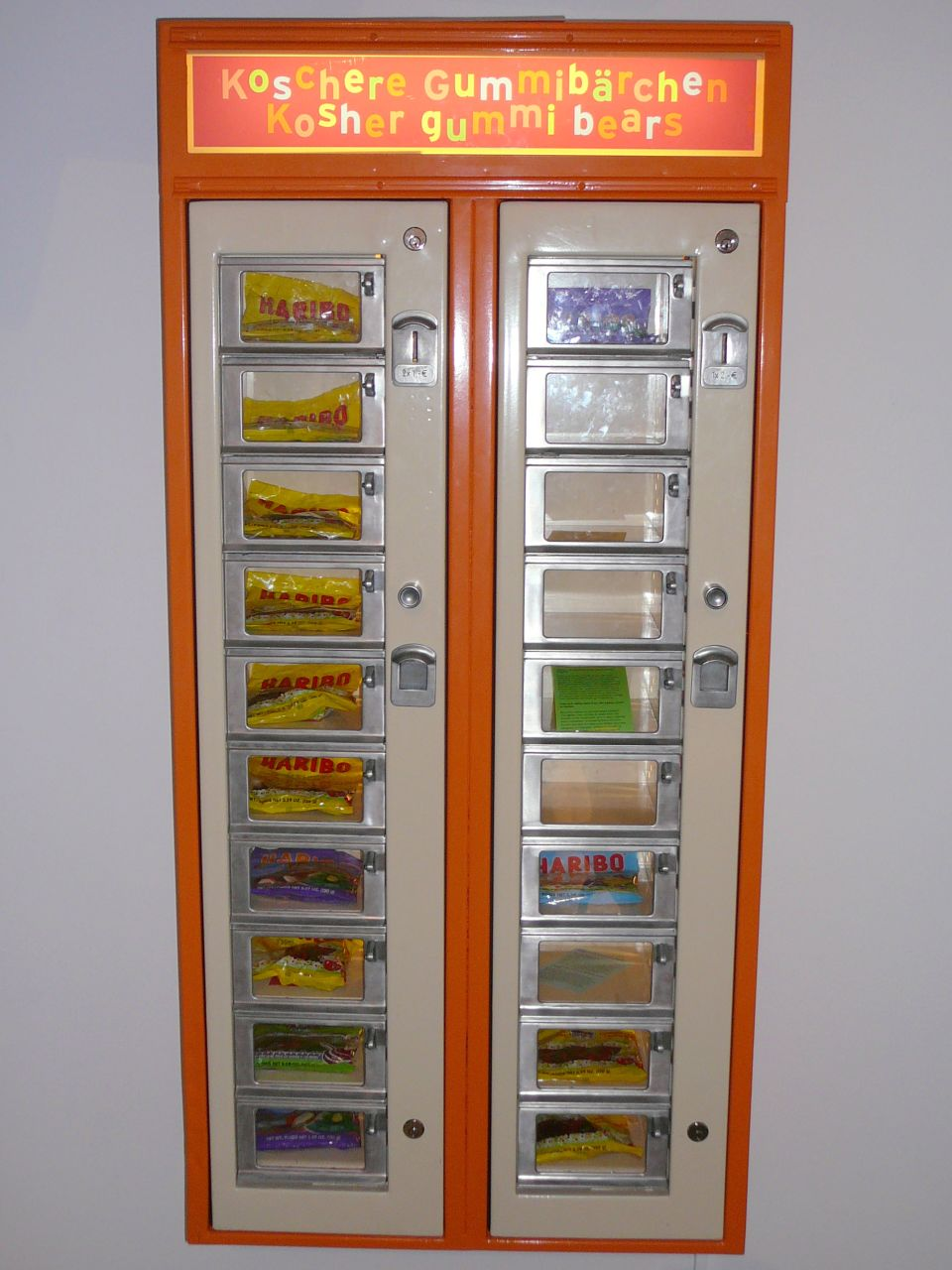
Koszerne gumisie z automatu. Jewish Museum w Berlinie.

Gumisie – rodzaj żelków w formie misiów, podobnych do jelly baby, które popularne są w krajach anglosaskich. Gumisie wytwarzane są głównie z żelatyny.

## Historia
Gumisie pierwotnie produkowane były w Niemczech, gdzie nazywano je Gummibär lub Gummibärchen (Gummi – guma, Bär, Bärchen – niedźwiedź, miś). W roku 1920 powstała znana firma produkująca słodycze – Haribo, którą przejął po ojcu cukiernik z Bonn, Hans Riegel, który wynalazł te słodycze. W roku 1950 powstały pierwsze żelki, a od roku 1967 gumisie były eksportowane z Niemiec na cały świat. Inną  firmą produkującą odmianę gumisiów – "gumi robaki" – jest Trolli.

## Składniki
Do głównych składników, z których produkowane są gumisie należą:
- cukier
- syrop glukozowo-fruktozowy
- skrobia
- kwas cytrynowy
- żelatyna
- pektyna
- barwniki syntetyczne

Czasami również dodawane są:
- kwas fumarowy
- kwas mlekowy
- olej słonecznikowy

## Wpływ na zdrowie
Gumisie jako słodycze są postrzegane jako tzw. puste kalorie. Niekiedy zawierają śladowe ilości witaminy C oraz ksylitol, lecz jako słodycze często prowadzą do próchnicy zębów.